# Ip Man
Ip Man (cinese tradizionale: 葉 問, cinese semplificato: 叶 问, pinyin: Ye Wen) è un film del 2008 diretto da Wilson Yip.
Pellicola semi-biografica di arti marziali vagamente basata sulla vita di Yip Man, un maestro dell'arte marziale del Wing Chun e la prima persona dedita ad insegnare l'arte apertamente. Uno dei suoi studenti fu l'influente e apprezzato artista marziale e attore Bruce Lee, la cui fama fece scoprire al mondo la figura di Man. Il film si concentra sugli eventi nella vita di Ip che prendono luogo nella città di Foshan durante la Seconda guerra sino-giapponese.

## Trama
Negli anni Trenta a Foshan, florido centro di arti marziali cinesi del sud, le varie scuole marziali (kwoon) sono in forte concorrenza tra loro. Vi include quella di Wing Chun con a capo Ip Man, uomo benestante e modesto che non sente necessità di avere discepoli e trascorre le sue giornate tra la famiglia, gli allenamenti e gli incontri con amici e conoscenti. Pur non essendo un professionista, Ip è rispettato a Foshan a causa della capacità che dimostra in amichevoli competizioni a porte chiuse con i maestri locali, e la sua reputazione esce ulteriormente rafforzata con la vittoria contro Jin Shanzhao, un aggressivo e altamente qualificato maestro del Nord, accrescendo così l'orgoglio regionale dello stile di combattimento del Sud.
L'invasione giapponese nel 1937, che vede i giapponesi occupare buona parte della Cina, tra cui la stessa capitale a Pechino, incide negativamente sulla vita di tutti a Foshan, e quando la loro stessa casa viene usata come quartier generale giapponese nella città, Ip e la sua famiglia, ormai privi di beni, sono obbligati a trasferirsi. Nel disperato tentativo di mantenere la sua famiglia, Ip accetta un lavoro come coolie in una miniera di carbone. Un giorno, però, vedendo che un suo amico è scomparso da tempo, decide di indagare e scopre un'arena condotta dal generale nipponico Miura, un maestro dell'arte marziale giapponese del karate, e dove esperti di arti marziali cinesi competono con la sua formazione militare e guadagnano un sacco di riso per ogni avversario giapponese sconfitto. In un primo momento turbato dallo spettacolo, è maggiormente infuriato quando vede un maestro, collega a Foshan, raccogliere un sacco di riso pur venendo sconfitto salvo poi venire freddato da un colpo alla nuca. Per complicare ulteriormente le cose, Ip viene a sapere che Zhao Li, un ex-agente di polizia e conoscente di Ip, ora lavora come interprete per i giapponesi. Ip risponde sfidando dieci avversari in una sola volta, che sconfigge con facilità. La sua abilità suscita l'interesse di Miura, che cerca di saperne di più su Ip e vuole vederlo combattere di nuovo.
Ip visita il suo amico Zhou Qing Quan, che possiede e gestisce un cotonificio a Foshan, e saputo da lui che Jin Shanzhao e la sua banda di criminali molestano i dipendenti per estorcere loro del denaro, insegna agli operai il Wing Chun per autodifesa. Nel frattempo, Miura si spazientisce di non veder tornare Ip nell'arena e manda alcuni suoi uomini a trovarlo, tra cui il suo braccio destro Sato. Dopo diverse molestie alla sua famiglia, Ip incontra gli uomini di Miura e li sconfigge, portando lui e la sua famiglia a nascondersi. Il ritorno dei ladri al cotonificio causa la reazione dei lavoratori, che combattono usando le tecniche che Ip ha insegnato loro, finché lo stesso Ip appare e sconfigge il capo dei banditi, intimandogli di non molestare più i lavoratori.
Ma poco dopo, i soldati giapponesi arrivano al cotonificio e trovano Ip, lo catturano e lo portano da Miura, che gli propone un patto: risparmierà la sua vita solo se insegnerà il Wing Chun ai suoi soldati. Ip non solo rifiuta, ma arriva a sfidare Miura, che accetta, sia a causa del suo amore per le arti marziali sia per questione di onore. La sfida tra Ip e Miura è pubblica e si tiene il giorno seguente nella piazza di Foshan: il combattimento è cruento, e più volte Ip rischia di cadere fuori dal ring o di venire sopraffatto dalle tecniche del generale giapponese, ma riesce infine a sconfiggerlo sfoggiando le sue straordinarie abilità.
Il vittorioso Ip, udendo il tifo dei cinesi, vede tra la folla la moglie e il figlio con Chow. Sato però si infuria per la sconfitta e spara a Ip alla schiena, colpendolo in maniera non letale a causa del provvidenziale intervento di Zhao Li che ha bloccato il nipponico; nella conseguente rivolta del pubblico cinese contro i soldati giapponesi, Ip viene portato via in mezzo al caos, mentre Zhao Li uccide Sato con la sua stessa pistola. Ip sopravvive e, grazie a Chow e insieme alla sua famiglia, fugge a Hong Kong (all'epoca territorio inglese), dove apre una scuola di Wing Chun nella quale accoglierà vari studenti, tra cui spicca il leggendario Bruce Lee.

## Produzione
L'idea nacque nel 1998, quando Jeffrey Lau e Corey Yuen decisero di girare un film basato sul maestro di arti marziali di Bruce Lee. Tuttavia, lo studio produttivo bocciò il film, e il progetto venne abbandonato. Il produttore Raymond Wong decise successivamente di sviluppare un proprio film sulla figura di Ip Man con pieno consenso dai figli di Ip; Ip Chun, figlio maggiore di Ip Man, insieme al maestro di arti marziali Leo Au-Yeung e molti altri professionisti di Wing Chun furono consulenti tecnici per il film. Le riprese di Ip Man cominciarono nel marzo 2008 a Shanghai, che venne scelta per ricreare architettonicamente Foshan, e si conclusero nel mese di agosto. Durante le riprese, sorsero conflitti tra i produttori di Ip Man e il regista Wong Kar-wai circa il titolo provvisorio del film. Wong, che aveva sviluppato una propria biografia di Ip Man, si scontrò con i produttori dopo aver appreso che il loro film sarebbe stato intitolato Grande Maestro Ip Man (cinese tradizionale: 一代 宗师 叶 问), che era troppo simile al titolo del film di Wong.

### Cast
- Donnie Yen come Ip Man (叶 问), artista marziale altamente qualificato e professionista;
- Simon Yam come Zhou Qing Quan (周清泉), amico di Ip, e proprietario di un cotonificio a Foshan;
- Louis Fan come Jin Shanzhao (金山 找), artista marziale aggressivo che arriva a Foshan per sfidare altri praticanti;
- Lynn Hung come Cheung Wing-sing (张永成), moglie di Ip;
- Lam Ka-tung come Li Zhao (李 钊), un ispettore di polizia a Foshan, e amico di Ip. Egli diventa poi un traduttore per l'esercito giapponese durante l'invasione della Cina;
- Hiroyuki Ikeuchi come Generale Miura (三浦), generale giapponese e medico fanatico del karate. Durante l'invasione giapponese della Cina, Miura definisce un'arena per praticanti di arti marziali cinesi per la lotta contro i suoi allievi militari;
- Tenma Shibuya come Sato, colonnello sadico giapponese e vice di Miura, che recluta gente a combattere nell'arena,
- Chen Zhihui come Maestro Liao, maestro di arti marziali, che si impegna in un duello amichevole con Ip;
- Xing Yu (行 宇) come Lin (武痴 林), praticante di arti marziali e proprietario di una casa da tè locale a Foshan;
- Wong You-nam (黄 又 南) come Shao Dan Yuan (沙 胆 源), fratello minore di Lam. Durante l'invasione, fa parte della banda di Jin Shanzhao.

## Distribuzione
Ip Man debuttò a Pechino il 10 dicembre 2008 e venne distribuito nelle sale di Hong Kong il 19 dicembre 2008, ricevendo consensi diffusi da critica e pubblico. In Italia il film è andato in onda per la prima volta doppiato in italiano su Rai 4 il 18 ottobre 2011. In Italia è disponibile dal 17 gennaio 2012, distribuito da Cecchi Gori Home Video in DVD e Blu-ray Disc.

## Accoglienza

### Incassi
Ip Man ha incassato oltre 21 milioni di dollari in tutto il mondo, pur non essendo distribuito in Nord America e gran parte dell'Europa.

## Riconoscimenti
- 2009 - Beijing Student Film Festival
  - Miglior regia a Wilson Yip
  - Miglior attore a Donnie Yen
- 2009 - Chinese Film Media Awards
  - Nomination Miglior attore a Lam Ka-tung
- 2009 - Fantasia International Film Festival
  - Nomination Miglior film asiatico a Wilson Yip
- 2009 - Golden Horse Film Festival
  - Miglior coreografie action a Sammo Hung
- 2009 - Hong Kong Film Awards
  - Miglior produttore a Raymond Wong
  - Miglior coreografie action a Sammo Hung
  - Nomination Miglior attore a Donnie Yen
  - Nomination Miglior attore non protagonista a Lam Ka-tung
  - Nomination Miglior attore non protagonista a Fang Siu-wong
  - Nomination Miglior regia a Wilson Yip
  - Nomination Miglior fotografia a Oh Sing-pui
  - Nomination Miglior montaggio a Cheung Ka-fai
  - Nomination Miglior colonna sonora a Kenji Kawai
  - Nomination Miglior direzione artistica a Mak Kwok-keung
  - Nomination Miglior Sound Designer a Kinson Tsang
  - Nomination Migliori effetti visivi/speciali a Henry Wang
- 2009 - Hong Kong Film Critics Society Awards
  - Nomination Miglior film a Wilson Yip
  - Nomination Miglior attore non protagonista a Lam Ka-tung
  - Nomination Miglior regia a Wilson Yip
- 2009 - Huabiao Film Awards
  - Nomination Miglior regia a Wilson Yip
  - Nomination Miglior attore a Donnie Yen
- 2009 - Iron Elephant Film Awards
  - Miglior film a Wilson Yip
  - Miglior attore a Donnie Yen
- 2009 - Shanghai Film Critics Awards
  - Miglior film a Wilson Yip
- 2009 - Festival del Cinema di Sitges
  - Miglior film a Wilson Yip

## Sequel
Prima dell'uscita del film, Raymond Wong annunciò che ci sarebbe stato un seguito: Ip Man 2 è stato distribuito nel mese di aprile 2010.
Ip Man 3, terzo capitolo, è uscito a Hong Kong il 24 dicembre 2015; Ip Man 4 - The Finale, il quarto della serie, è stato distribuito dal 20 dicembre 2019.
I quattro sequel sono stati tutti diretti sempre da Wilson Yip.

## Spin-off
Dopo l'uscita del terzo capitolo, Raymond Wong e Donnie Yen hanno deciso di approfondire la storia del maestro Cheung Tin-chi con una pellicola a lui dedicata: Ip Man Legacy - Master Z è stato distribuito ad Hong Kong il 20 dicembre 2018.
Successivamente è stata confermata la produzione di un secondo capitolo, le cui informazioni, come l'avvio delle riprese, però sono sconosciute.